# Văleni, Cahul
Văleni este un sat din raionul Cahul, Republica Moldova.

## Geografie
Teritoriul satului se află la sud, în zona de stepă a Moldovei. Din punct de vedere geologic satul este amplasat pe podișul paleozoic-mezozoic. Pe parcursul erelor geologice regimul geosinclinalelor a devenit continental, determinând acumularea de diverse sedimente, în deosebi nisip, argilă, pietriș și prundiș. Aflorează depozitele ponțiene, miocene, pliocene și cuaternare. Din punct de vedere geomorfologic acest teritoriu face parte din câmpia Prutului de jos. Procesele tectonice ce au avut loc în trecut, mai anume procesele neotectonice lente de ridicare, procesele de eroziune și cele de aluvionare, au format relieful actual.
Pe toată întinderea localității Văleni predomină două forme de relief: dealuri și coline. Dealurile sunt o formă pozitivă de relief cu altitudini de circa 300–600 m, mai mici decât munții și mai mari decât colinele, cu sectoare de versanți povârniți, formați prin erodare. Colinele sunt culmi alungite și înguste, cu altitudini de 200–500 m, versanți puternici înclinați, ale căror altitudini coboară treptat în sensul curgerii râului care le încadrează, aici, râul Prut.
La 0,5 km sud de sat, pe panta de est a văii râului Prut, se găsește aflorimentul de lângă satul Văleni, o arie protejată din categoria monumentelor naturii de tip geologic sau paleontologic.

## Demografie
Structura etnică a localității conform recensământului populației din 2004:
| Grup etnic                                               | Populație | % Procentaj  |
| -------------------------------------------------------- | --------- | ------------ |
| Băștinași declarați Moldoveni Băștinași declarați Români | 2.961 36  | 98,01% 1,19% |
| Găgăuzi                                                  | 8         | 0,26%        |
| Ruși                                                     | 7         | 0,23%        |
| Ucraineni                                                | 5         | 0,17%        |
| Bulgari                                                  | 4         | 0,13%        |
| Total                                                    | 3.021     |              |

## Administrație și politică
Componența Consiliului local Văleni (13 consilieri), ales la 5 noiembrie 2023, este următoarea:
|  | Partid                                        | Consilieri | Componență | Componență | Componență | Componență | Componență | Componență | Componență | Componență | Componență | Componență |
|  | --------------------------------------------- | ---------- | ---------- | ---------- | ---------- | ---------- | ---------- | ---------- | ---------- | ---------- | ---------- | ---------- |
|  | Partidul Acțiune și Solidaritate              | 10         |            |            |            |            |            |            |            |            |            |            |
|  | Partidul Dezvoltării și Consolidării Moldovei | 1          |            |            |            |            |            |            |            |            |            |            |
|  | Coaliția pentru Unitate și Bunăstare          | 1          |            |            |            |            |            |            |            |            |            |            |
|  | Partidul Democrat Modern din Moldova          | 1          |            |            |            |            |            |            |            |            |            |            |

## Economie
Baza economică a satului o constituie agricultura, specializată în culturile cerealiere (grâu, porumb, orz) și tehnice (floarea-soarelui, vița-de-vie). Majoritatea localnicilor dețin loturi de pământ și se ocupă cu grădinăritul în sere. Comuna mai dispune de un oficiu medical, mai multe magazine, pentru măcinarea grâului etc. Un loc simbolic îl reprezintă monumentul dedicat soldaților căzuți în cel de-al doilea război mondial.
Comuna este traversată de două rețele de transport importante: terestru și feroviar. Drumul raional Cahul-Giurgiulești străbate comuna, iar rețeaua de cale ferată Giurgiulești-Cahul se întinde de-a lungul cursului râului Prut. Poziția geografică a comunei, aflându-se la granița cu România, permite accesul prin cele două puncte vamale: Galați și Oancea, oferind posibilitatea locuitorilor comunei să întrețină schimburi comerciale.
Comuna dispune de o rețea de conducte cu gaze și una cu apă potabilă.

## Stare ecologică
Starea ecologică a satului este afectată de problema deșeurilor. Deșeurile menajere sunt depozitate împreună cu cele provenite de la creșterea animalelor, fiind aruncate în locuri neautorizate (râpe, pâraie etc.) și reprezentând principala sursă de poluare a solului, a apelor, aerului pe teritoriul satului. O altă problemă cu care se confruntă autoritățile locale este cea a defrișării pădurilor.

## Personalități

### Născuți în Văleni
- Teodor Nencev (1913–1944), poet și redactor basarabean de origine bulgară
- Gheorghe Vodă (1934–2007), poet, scenarist și regizor de film